# Konflikt naczyniowo-nerwowy
Konflikt naczyniowo-nerwowy, spięcie naczyniowo-nerwowe (ang. neurovascular conflict) – mechanizm patogenetyczny leżący u podstaw wielu schorzeń neurologicznych i układowych. Do zjawiska konfliktu naczyniowo-nerwowego dochodzi, gdy wystąpi nieprawidłowa konfiguracja anatomiczna naczyń krwionośnych (głównie tętnic, rzadziej żył) i nerwów czaszkowych. Uważa się, że zmiana objętości naczynia spowodowana jego tętnieniem prowadzi do przewlekłego drażnienia nerwu i wywoływania w nim nieprawidłowych pobudzeń.
Kliniczne manifestacje konfliktu naczyniowo-nerwowego prawdopodobnie obejmują część przypadków następujących stanów:
- neuralgii trójdzielnej,
- szumów usznych,
- połowiczego kurczu twarzy,
- neuralgii językowo-gardłowej,
- pierwotnego nadciśnienia tętniczego.